# Heinz Kapelle
Karl Heinz Wilhelm Kapelle (né le 17 septembre 1913 à Berlin, mort le 1er juillet 1941 dans la même ville) est un allemand résistant communiste au nazisme.

## Biographie
Kapelle suit une formation d'imprimeur entre 1928 et 1932 puis est au chômage jusqu'en 1934. À partir de 1931, il appartenait au club sportif ouvrier Fichte. La même année, il rejoint la Ligue des jeunes communistes d'Allemagne. Après l'arrivée au pouvoir des nazis en 1933, il les combat au sein de cette organisation devenue illégale à Neukölln. Il participe activement à la production et à la distribution de documents d'information interdites.
Au printemps 1934, Kapelle est arrêté pour la première fois et condamné à deux ans de prison le 20 septembre 1934. Après sa sortie de prison, il continue la résistance, par exemple, la production et la distribution de brochures illégales attirant l'attention sur le danger imminent de la guerre se poursuivent dans le sud-est de Berlin. Comme il est employé dans une imprimerie depuis le milieu de 1938, il en profite également pour y produire des tracts.
Il participe avec Erich Ziegler et Elli Fuchs à la création d'un groupe de jeunes antifascistes, qui comprend en 1939 une soixantaine de jeunes femmes et hommes de l'ancienne KJVD, de la SAJ et de la jeunesse catholique, dont la plupart sont de Neukölln, mais aussi de Kreuzberg, Tempelhof et Treptow. Heinz Kapelle est chargé de maintenir le contact avec un instructeur étranger du Comité central du KPD et de transmettre le matériel illégal qu'il avait apporté avec lui : résolutions du KPD et du KJVD, tracts écrits par l'écrivain Heinrich Mann, arguments contre les lois nazis sur la jeunesse...
Le 8 septembre 1939, quelques jours après le début de la Seconde Guerre mondiale, le groupe distribue le tract Ich rufe die Jugend der Welt (en français J'appelle la jeunesse du monde), qu'ils ont fait eux-mêmes. Le 16 octobre 1939, la Gestapo fouille et arrête Kapelle et cinq autres résistants. Dans le processus judiciaire, Kapelle prend toutes les responsabilités et épargne la vie des co-accusés, dont Erich Ziegler. Le 21 février 1941, le tribunal prononce une condamnation à mort, qui est exécutée le 1er juillet 1941 à la prison de Plötzensee ; au moment de celle-ci, il crie « Vive le parti communiste ! » Sa tombe se trouve au cimetière du parc de Tempelhof.

## Commémoration
Depuis 1951, l'ancien Friedrich-Karl-Ufer à Berlin-Mitte (le remblai entre Alexanderufer et Schiffbauerdamm) est appelé Kapelle-Ufer en son honneur. Il y a aussi une Heinz-Kapelle-Strasse à Berlin-Prenzlauer Berg.
Le 1er mars 1970, le 15e escadron d'entraînement aérien de la NVA reçoit le nom honorifique de Heinz Kapelle.
Le 17 septembre 1993, une plaque commémorative berlinoise commémorant Heinz Kapelle est posée sur l'immeuble résidentiel de Weserstraße 168 à Berlin-Neukölln où il vivait. Une plaque commémorative est sur le mur d'enceinte du Mémorial des socialistes à Berlin-Friedrichsfelde.
Un chalutier nourricier portant le numéro d'identification de pêcherie ROS 409 de la série "Artur Becker" et un cargo de Typ X ont également son nom.
Dans la ville de Wildgrube, dans le sud du Brandebourg, près de Bad Liebenwerda, une école porte son nom. Elle s'appelle POS Heinz Kapelle jusqu'à sa fermeture en 1986. L'auberge de jeunesse de Halbendorf/Spree porte son nom.